# Pascagoula-Höckerschildkröte

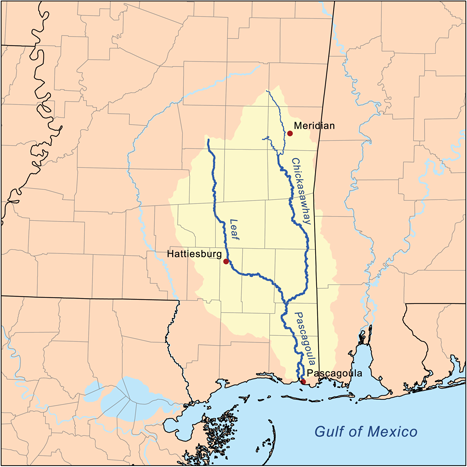
Flusssystem des Pascagoula Rivers, die Heimat der Pascagoula-Höckerschildkröte

Die Pascagoula-Höckerschildkröte (Graptemys gibbonsi) ist eine in Mississippi und teilweise in Alabama beheimatete Art aus der Gattung der Höckerschildkröten, die zur Familie der Neuwelt-Sumpfschildkröten gehört. 

## Erscheinungsbild
Die Pascagoula-Höckerschildkröte ähnelt der Escambia-Höckerschildkröte und der Schmuck-Höckerschildkröte, hat aber deutliche Merkmale zur Abgrenzung von beiden. Schwieriger ist die Abgrenzung zu Graptemys pearlensis, die in Teilen des Verbreitungsgebiets der Pascagoula-Höckerschildkröte vorkommt. 
Der relativ hohe Carapax ist oliv, braun oder grün und besitzt schwarze Sporne entlang des Mittelkiels. Jedes Marginalschild hat zur Mitte hin einen vertikal breiten gelben oder orangen Streifen. Der Plastron ist gelb und besitzt schwarze Zeichnungen an den Säumen. Große grünliche Tupfen sitzen hinter jedem Auge, die sich zum Kopf hin verbinden. Drei zackige Muster erweitern sich zur Nase hin, erreichen aber diese nicht. Die sexuellen Größenunterschiede sind bei der Pascagoula-Höckerschildkröte sehr ausgeprägt. Weibchen haben einen breiten Kiefer und einen sehr großen Kopf. Zudem werden die Weibchen mit 29,5 cm doppelt so groß wie die Männchen. Die Männchen haben nicht, wie viele Graptemys-Arten, verlängerte Vorderkrallen als Balzinstrument. Der englische Name der Pascagoula-Höckerschildkröte ist Gibbons' Map Turtle. 

## Verbreitung und Lebensraum
Die Pascagoula-Höckerschildkröte wurde ursprünglich vom Pascagoula River beschrieben. Doch später wurden auch Tiere im Leaf River und im Pearl River in Mississippi und Louisiana gesichtet. Das Verbreitungsgebiet zieht sich bis in die Küstenebene des Golfs von Mexiko. Die Pascagoula-Höckerschildkröten bevorzugen tiefes Wasser mit starker Strömung. Zudem suchen sie sandige Böden, die auch mit feinem Kiesel bedeckt sind. Umgestürzte Bäume und Äste, die in das Wasser hineinragen, dienen als Sonnenplätze.

## Lebensweise
Pascagoula-Höckerschildkröten sonnen sich sehr häufig auf Hölzern oder Steinen, die aus dem Wasser ragen. Bei Annäherung jeglicher Gefahr lassen sie sich dann sofort in das Wasser fallen.

## Ernährung
Männchen ernähren sich hauptsächlich von aquatilen Insekten. Die größeren Weibchen mit den kräftigeren Kiefern erbeuten häufig auch große Schnecken und Muscheln. 

## Feinde
Waschbären und Fischreiher gehören zu den Feinden der Gelege in der freien Natur. Otter und Watvögel sind für Jungtiere und Schlüpflinge gefährlich. Vereinzelt fallen erwachsene Tiere Alligatoren zum Opfer. 

## Taxonomie
Graptemys gibbonsi wurde erst 1992 durch J. E. Lovich und C. J. McCoy von Graptemys pulchra als eigene Art abgespalten. Das Artepitheton ehrt den amerikanischen Herpetologen J. Whitfield Gibbons. Die Pascagoula-Höckerschildkröte ähnelt besonders der Escambia-Höckerschildkröte (Graptemys ernsti), die in derselben Arbeit von Lovich und McCoy erstbeschrieben wurde. Die beiden Arten sind jedoch durch das Verbreitungsgebiet der Schmuck-Höckerschildkröte (Graptemys pulchra) voneinander räumlich getrennt.
2010 wurde die Art Graptemys pearlensis nach genetischen und morphologischen Untersuchungen von Graptemys gibbonsi getrennt.